# 오동운수
오동운수(梧桐運輸)는 전라남도 여수시의 시내버스 운수업체이다. 회사명의 유래는 오동도에서 따왔다.

## 운행 노선

### 시내버스
시내버스 노선에는 모두 타 업체와 함께 공동 배차에 참여하고 있으며, 주로 시내 노선(10개 노선)를 비롯해 화양, 율촌·소라, 삼일, 쌍봉, 돌산방면은 광우시내, 여수여객, 동양교통과 함께 10일 간격으로 순환하면서 배차에 참여하고 있다. 현재 좌석버스 단독운행중이다.

### 시외버스
2015년 11월 기준이다. 현재는 수요 감소로 인해 운행이 폐지되었다.
| 운행업체 | 보유 노선수 | 보유 노선수 | 보유 노선수 | 보유 노선수 | 등록 대수 | 등록 대수 | 등록 대수 | 등록 대수 | 등록 대수 |
| -------- | ----------- | ----------- | ----------- | ----------- | --------- | --------- | --------- | --------- | --------- |
| 운행업체 | 노선 합계   | 직행        | 일반        | 고속        | 대수 합계 | 직행      | 일반      | 고속      | 예비      |
| 오동운수 | 2           | 2           | -           | -           | 1         | 1         | -         | -         | ?         |

- (여수 ~ 여천 ~ 덕양 ~) 순천 ~ 광양 ~ 동광양 ~ 태인도
- 중앙동 ~ 여수종합버스터미널 ~ 쌍봉사거리 ~ 석창 ~ 여수공항

## 보유 차량
전 차량이 현대자동차의 버스 차종으로 운행한다.
- 현대 그린시티
- 현대 뉴 슈퍼에어로시티
- 현대 저상 뉴 슈퍼에어로시티
- 현대 일렉시티
- 현대 유니버스 스페이스 엘레강스

## 같이 보기
- 광우시내
- 동양교통
- 여수여객
- 여천여객